# Landkreis Biberach
Landkreis Biberach is een Landkreis in de Duitse deelstaat Baden-Württemberg. Op 31 december 2020 telde de Landkreis 202.250 inwoners op een oppervlakte van 1.409,82 km². Kreisstadt is de stad Biberach an der Riß.

## Steden en gemeenten
De volgende steden en gemeenten liggen in de Landkreis:
| Steden                                                                                             | Gemeenten |
| -------------------------------------------------------------------------------------------------- | --- |
| 1. Bad Buchau 2. Bad Schussenried 3. Biberach an der Riß 4. Laupheim 5. Ochsenhausen 6. Riedlingen | 1. Achstetten 2. Alleshausen 3. Allmannsweiler 4. Altheim 5. Attenweiler 6. Berkheim 7. Betzenweiler 8. Burgrieden 9. Dettingen an der Iller 10. Dürmentingen 11. Dürnau 12. Eberhardzell 13. Erlenmoos 14. Erolzheim 15. Ertingen 16. Gutenzell-Hürbel 17. Hochdorf 18. Ingoldingen 19. Kanzach 20. Kirchberg an der Iller 21. Kirchdorf an der Iller 22. Langenenslingen 23. Maselheim 24. Mietingen 25. Mittelbiberach 26. Moosburg 27. Oggelshausen 28. Rot an der Rot 29. Schemmerhofen 30. Schwendi 31. Seekirch 32. Steinhausen an der Rottum 33. Tannheim 34. Tiefenbach 35. Ummendorf 36. Unlingen 37. Uttenweiler 38. Wain 39. Warthausen |

### Samenwerkingsverbanden
De samenwerkingsverbanden in het district hebben 2 verschillende namen, namelijk:
- Vereinbarte Verwaltungsgemeinschaften
- Gemeindeverwaltungsverbände

De zwakkere van die twee is de Vereinbarte Verwaltungsgemeinschaft. Bij deze vorm van samenwerking worden de minimale wettelijke taken toebedeeld aan de 'vervullende gemeente'. De term 'vervullende gemeente' wil zeggen de gemeente die de wettelijke taken uitvoert voor het samenwerkingsverband.

De Verwaltungsgemeinschaften zijn:
- Bad Schussenried (Bad Schussenried, Ingoldingen)
- Biberach an der Riß (Attenweiler, Biberach an der Riß, Eberhardzell, Hochdorf bei Biberach, Maselheim, Mittelbiberach, Ummendorf, Warthausen)
- Ochsenhausen (Erlenmoos, Gutenzell-Hürbel, Ochsenhausen, Steinhausen an der Rottum)
- Laupheim (Achstetten, Burgrieden, Laupheim, Mietingen)
- Riedlingen (Altheim, Dürmentingen, Ertingen, Langenenslingen, Riedlingen, Unlingen, Uttenweiler)
- Schwendi (Schwendi, Wain)

De Gemeindeverwaltungsverbände zijn:
- Bad Buchau (Alleshausen, Allmannsweiler, Bad Buchau, Betzenweiler, Dürnau (Biberach), Kanzach, Moosburg, Oggelshausen, Seekirch und Tiefenbach (Biberach))
- Illertal (Berkheim, Dettingen an der Iller, Erolzheim, Kirchberg an der Iller, Kirchdorf an der Iller)
- Rot-Tannheim (Rot an der Rot, Tannheim)

Alb-Donau-Kreis · Baden-Baden · Biberach · Bodenseekreis · Böblingen · Breisgau-Hochschwarzwald · Calw · Emmendingen · Enzkreis · Esslingen · Freiburg im Breisgau · Freudenstadt · Göppingen · Heidelberg · Heidenheim · Heilbronn (stad) · Landkreis Heilbronn · Hohenlohe · Karlsruhe (stad) · Landkreis Karlsruhe · Konstanz · Lörrach · Ludwigsburg · Main-Tauber-Kreis  · Mannheim · Neckar-Odenwald-Kreis · Ortenaukreis · Ostalbkreis · Pforzheim · Rastatt · Ravensburg · Rems-Murr-Kreis · Reutlingen · Rhein-Neckar-Kreis · Rottweil · Schwäbisch Hall · Schwarzwald-Baar-Kreis · Sigmaringen · Stuttgart · Tübingen · Tuttlingen · Ulm · Waldshut · Zollernalbkreis
Achstetten ·
Alleshausen ·
Allmannsweiler ·
Altheim ·
Attenweiler ·
Bad Buchau ·
Bad Schussenried ·
Berkheim ·
Betzenweiler ·
Biberach an der Riß ·
Burgrieden ·
Dettingen an der Iller ·
Dürmentingen ·
Dürnau ·
Eberhardzell ·
Erlenmoos ·
Erolzheim ·
Ertingen ·
Gutenzell-Hürbel ·
Hochdorf ·
Ingoldingen ·
Kanzach ·
Kirchberg an der Iller ·
Kirchdorf an der Iller ·
Langenenslingen ·
Laupheim ·
Maselheim ·
Mietingen ·
Mittelbiberach ·
Moosburg ·
Ochsenhausen ·
Oggelshausen ·
Riedlingen ·
Rot an der Rot ·
Schemmerhofen ·
Schwendi ·
Seekirch ·
Steinhausen an der Rottum ·
Tannheim ·
Tiefenbach ·
Ummendorf ·
Unlingen ·
Uttenweiler ·
Wain ·
Warthausen